# Charles Tate Regan
Charles Tate Regan (Sherborne, Dorset, 1 de Fevereiro de 1878 – 12 de Janeiro de 1943) foi um ictiólogo britânico. Ele iniciou seus trabalhos em meados do século XX e de forma extensiva na classificação de peixes.

## Biografia
Foi educado na Derby School e graduou-se na Universidade de Cambridge. Em 1901 associou-se ao Museu Britânico de História Natural, onde tornou-se o responsável pelo programa de zoologia, e mais tarde tornou-se diretor de todo o museu, no qual ficou desde 1927 a 1938. Regan foi eleito membro oficial da Royal Society em 1917.
Regan foi mentor de vários cientistas, entre eles Ethelwynn Trewavas, que continuou os trabalhos dele no Museu Britânico de História Natural.
Entre as espécies descritas por ele, está o peixe de briga siamês ou combatente (Betta splendens).
Um grande número de espécies de peixes foi nomeada regani em sua homenagem:
- Anadoras regani
- Apistogramma regani
- Apogon regani
- Astroblepus regani
- Callionymus regani
- Cetostoma regani
- Crenicichla regani
- Diaphus regani
- Engyprosopon regani
- Gambusia regani
- Hemipsilichthys regani
- Holohalaelurus regani
- Hoplichthys regani
- Hypostomus regani
- Julidochromis regani
- Lycozoarces regani
- Neosalanx regani
- Symphurus regani
- Trichomycterus regani
- Tylochromis regani
- Vieja regani
- Zebrias regani